# Djin Djin
Djin Djin is het achtste studio-album van Angelique Kidjo dat op 27 april 2007 voor de Europese markt werd uitgebracht. Het is een album van wereldmuziek waarop diverse andere artiesten meespelen. In 2008 won het album de Grammy Award voor Best Contemporary World Music Album.

## Nummers
1. Ae Ae – 3:31
2. Djin Djin (met Alicia Keys en Branford Marsalis) – 4:18
3. Gimme Shelter (met Joss Stone) – 4:08
4. Salala (met Peter Gabriel) – 3:24
5. Senamou (C'est l'Amour) (met Amadou & Mariam) – 3:44
6. Pearls (met Carlos Santana en Josh Groban) – 5:05
7. Sedjedo (met Ziggy Marley) – 3:56
8. Papa – 4:34
9. Arouna – 3:35
10. Awan N'la – 3:29
11. Emma – 3:29
12. Mama Golo Papa – 3:41
13. Lonlon (Ravels Bolero) – 4:54

### Europese en Australische editie
1. Arouna (met Joy Denalane) – 3:34
2. Emma (met Carmen Consoli) – 3:32

### Britse en Japanse editie
1. Ae Ae (Youssou N'Dour-versie)
2. Leila
3. Salala (Junior Vasquez Afroelectro Radio Edit)